# Museo de Historia de Lubin
El Museo de Historia de Lubin es un museo que presenta la historia reciente de la ciudad y región de Lubin, una institución cultural establecida por el gobierno municipal en 2016, abierta a los visitantes el 17 de mayo de 2018. El museo está ubicado en el antiguo ayuntamiento y en el parque Forestal (Park Leśny).
La institución documenta el periodo del desarrollo intensivo de Lubin en la segunda mitad del siglo XX, presenta la historia de la Gran Guerra y la Segunda Guerra Mundial, realiza actividades expositivas, editoriales, educativas, científicas y culturales. 

## Historia

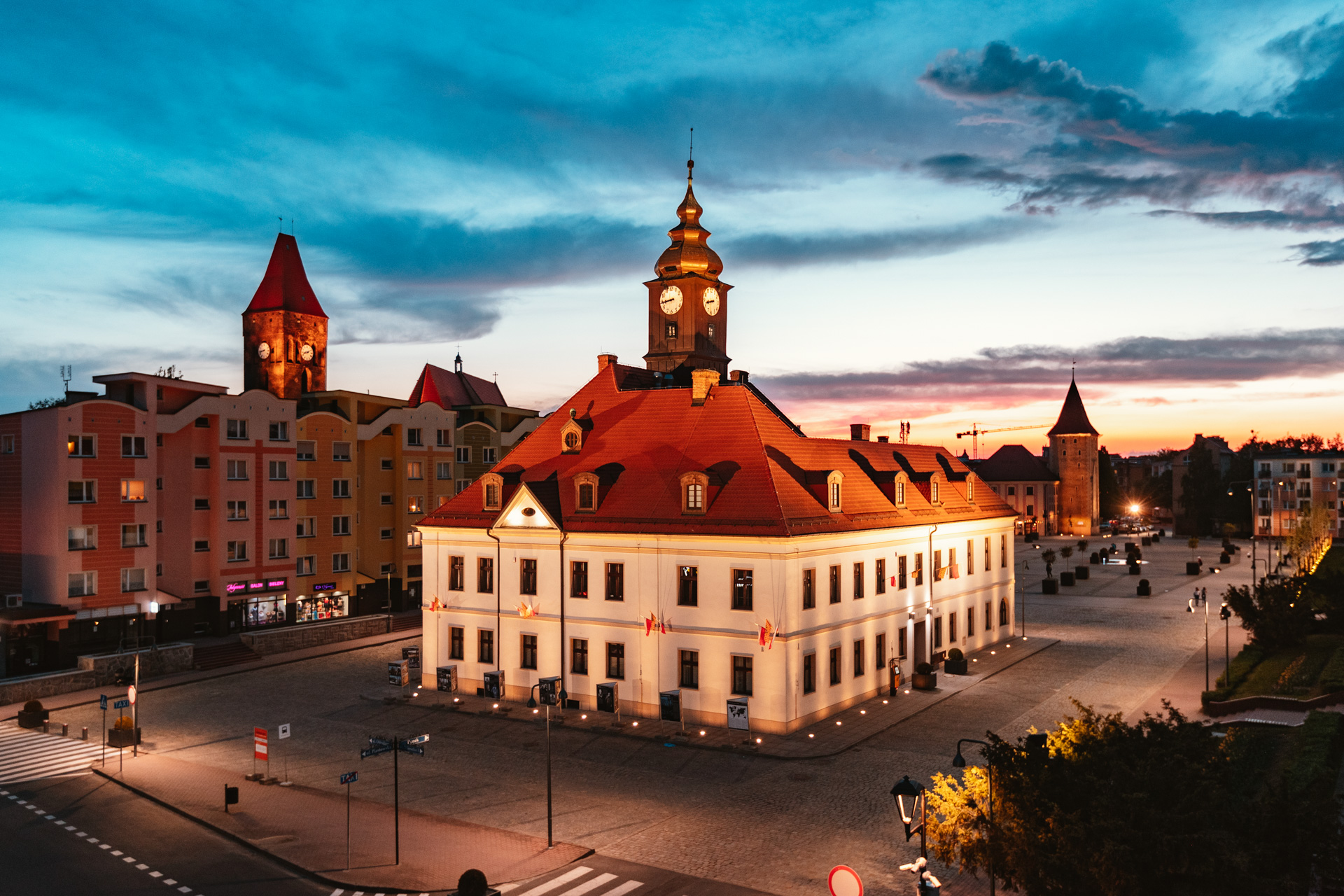
Vista general

El Museo de Historia de Lubin se estableció sobre la base de una resolución del concejo municipal de Lubin del 31 de mayo de 2016. y fue inaugurado oficialmente el 17 de mayo de 2018. La institución opera dentro del Municipio de Lubin. Actualmente, el museo tiene dos ubicaciones. La sucursal principal se encuentra en el edificio renovado del ayuntamiento, y la filial al aire libre —el parque Forestal— está ubicada en la calle Kwiatowa 9. Inicialmente, el museo funcionó también en las instalaciones del Centro Cultural Wzgórze Zamkowe (c/Mikołaja Pruzi 7-9). Durante la sesión del 12 de febrero de 2019 los concejales de Lubin decidieron unir las dos instituciones a partir del 1 de abril de 2019. La visita al museo y la entrada al parque Forestal son gratuitas.

## Exposición
En el ayuntamiento los visitantes pueden ver las exposiciones permanentes que presentan la historia de la ciudad y de la región en forma de una narrativa. En las salas de exposiciones (de la planta baja y del ático) se presentan tanto las piezas originales como las réplicas y reproducciones, las que permiten el contacto directo entre el espectador y los objetos expuestos y, por consiguiente, se les involucran más en la visita. Este método de presentación se debe a la idea de crear un espacio, no solo para la observación pasiva, sino también para la participación activa e interacción con el contenido presentado. Con este objetivo sirven igualmente las soluciones audiovisuales modernas: películas, extractos de transmisiones de radio, efectos de sonido y pantallas táctiles educativas. Aparte de la exposición permanente el museo presenta las exposiciones temporales temáticas. 

## Punto de Información (Infopunkt)
Ubicado en la parte occidental de la planta baja, es la primera etapa de un recorrido por el museo. En el mismo sitio se encuentran tanto un punto de información, una tienda del museo como una sala de lectura de prensa, donde además de diarios y semanarios, también están disponibles revistas especializadas. 

## Cartografía de Baja Silesia
En el vestíbulo del ayuntamiento se pueden ver las reproducciones en gran formato de mapas históricos. El conjunto consta de obras cartográficas que muestran tanto el voivodato de Baja Silesia como, más detalladamente, la región de Lubin. El mapa más antiguo de la exposición fue creado en 1609 en Amberes (Antuerpia) mientras el más reciente, el mapa del distrito de Lubin, fue publicado en 1831 en Breslavia. Es una exposición permanente. 

## Galería del Ayuntamiento
En la planta baja se encuentra la Galería del Ayuntamiento: una sala de exposiciones del museo en la que se presentan exposiciones temporales en el campo de las artes visuales:
- Licencja na sztukę. Regionalne zderzenia artystyczne, 5–21.10.2018
- Duch miasta. Pavel Hlavaty, 26.10–3.12.2018
- Promocje 2018. 28. Ogólnopolski Przegląd Malarstwa Młodych,5–30.12.2018
- Minione dekady. Polski Plakat Filmowy, 18.01–24.02.2019
- Samarytanie z Markowej, 19–31.03.2019
- Graficzne wędrówki, 12.04–11.05.2019
- Ziemie polskie pod zaborami i Wielka Wojna, 17.05 –16.06.2019
- Dolny Śląsk w XVIII wieku, 1–28.07.2019
- Barwy, 5–25.08.2019
- Nasze cechy i przywary – rysunki satyryczne Andrzeja Mleczki, 11.10 –10.11.2019
- Atrakcyjna Polska. Historyczny plakat turystyczny i reklamowy, 21.11–31.12.2020
- Stanisław Ostoja-Chrostowski. Pejzaże patriotyczne, ilustracje, drzeworyty, 6–31.05.2020
- Szymon Kobyliński. Szkice historyczne, ilustracje, 10.06–27.07.2020
- Bitwa Warszawska. Stulecie zwycięstwa, 14.08–20.09.2020
- Lubię w Lubinie, 7.10–20.12.2020

## Deporte en Lubin
En el piso interior se exhiben las fotografías del archivo que presentan los eventos deportivos en Lubin en la década de los años 70 del siglo XX. El autor de las fotografías es Krzysztof Raczkowiak. Además, se pueden ver allí los trofeos, recuerdos y fotografías contemporáneas que documentan los éxitos de los deportistas de Lubin.  

## Cultura en Lubin
En el ático se encuentra una colección de carteles y fotos que presentan unos eventos culturales seleccionados que tuvieron lugar en Lubin a lo largo de la primera y la segunda décadas del siglo XXI. Además, se presentan allí las publicaciones musicales (CD) de bandas locales de Lubin.

## Historia de la ciudad en el contexto de la vida cotidiana
Una de las dos exhibiciones principales del Museo de Historia de Lubin se titula Historia de la ciudad en el contexto de la vida cotidiana (Historia miasta na tle życia codziennego). En el espacio estilizado como un piso de una familia minera se pueden ver las condiciones en las que vivían los ciudadanos de Lubin en los años 50, 60, 70 y los 80 del siglo XX. La exposición multimedia combina los auténticos electrodomésticos de la época de Gierek con los métodos modernos de presentar los materiales cinematográficos, fotográficos o del sonido. En cada una de las cuatro habitaciones se presenta una década del periodo en el que Lubin se estaba convirtiendo en una ciudad próspera.  La atmósfera de la época de la República Popular de Polonia (PRL), o sea, de la realidad socialista se crea mediante películas de archivo, fotografías, muebles originales y objetos cotidianos como los zapatos llamados ¨relaksy¨, famosos ¨cristales¨ que reinaban en cada hogar en aquel entonces, lavadora ¨Frania¨, televisor o primer ordenador. De las radios auténticas de aquella época, que hoy en día nos parecen unos objetos históricos, se reproducen entrevistas con personajes que las generaciones más jóvenes tan solo les conocen de los libros o de las clases de historia. Estas transmisiones incluyen, entre otras, entrevistas con Jan Wyżykowski, las personas que llegaron a la Capital del Cobre en busca de trabajo e incluso con Edward Gierek, primer secretario del Comité Central del Partido de los Trabajadores Unidos de Polonia, que visitó la Cuenca del Cobre durante su gobierno en Polonia entre los años 1970 y 1980. Lo curioso es la presencia del ¨maluch¨, el nombre común del modelo del Fiat 126p, un coche muy popular en aquel tiempo. La exposición se complementa con las fotos tomadas por aficionados a la fotografía, fotoperiodistas y fotógrafos: Krzysztof Raczkowiak, Kazimierz Bełza y Jerzy Kosiński.

## El crimen de Lubin
La segunda exhibición principal se dedica al Crimen de Lubin, es decir, los trágicos acontecimientos del 31 de agosto de 1982, cuando tres mineros murieron por balas de armas de la milicia: Michał Adamowicz, Mieczysław Poźniak i Stanisław Trajkowski. Una exposición multimedia moderna es un homenaje a los asesinados y una lección de la historia contemporánea de Lubin para los vivos. Los documentos originales, y sobre todo, las fotografías de Krzysztof Raczkowiak y Ryszard Bobera muestran el transcurso de uno de los días más trágicos de la historia de posguerra de la ciudad. Las impresiones en gran formato, proyecciones multimedia, documentos de archivo, grabaciones y efectos del sonido (los gritos de los manifestantes, los sonidos de los disparos) reflejan la atmósfera del memorable día 31 de agosto de 1982. 

## Educación
El Museo de Historia de Lubin realiza actividades educativas de diversas formas, dedicadas tanto a los niños y adolescentes como a los adultos. Estas tareas se tratan de lecciones de museo, clases de arte, talleres de actividades creativas, fotográficas y artesanales, así como concursos. La institución organiza conferencias científicas y realiza actividades editoriales para promover la historia y popularizar el mismo museo. Una de las medida para cumplir estos objetivos es una publicación anual ¨Rocznik Muzealny¨. Las otras iniciativas de carácter educativo es la ¨Noche de los Museos¨ o Encuentro de Vehículos Antiguos de Lubin.